# Hans Pleydenwurff

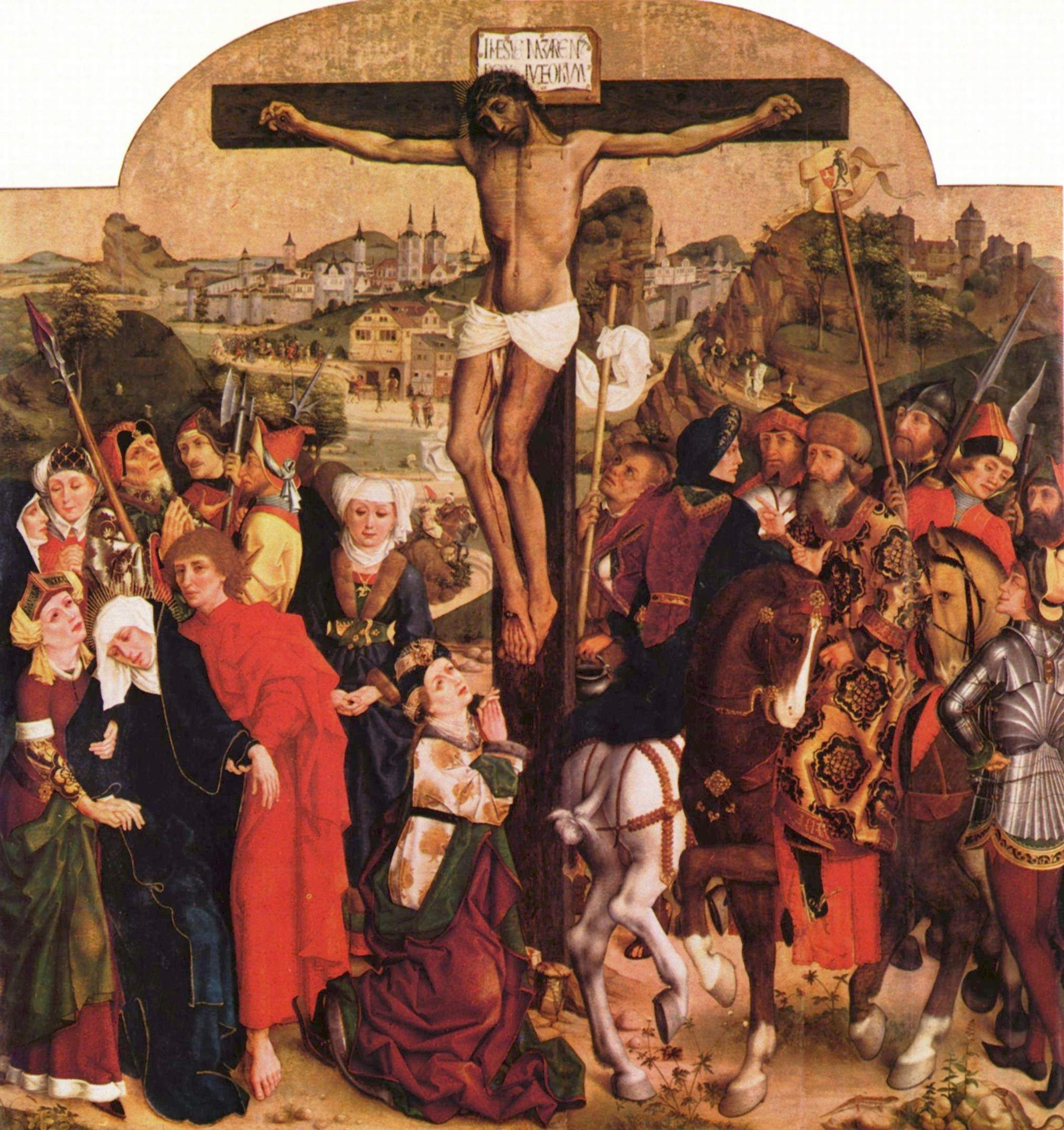
Crucifixión de Cristo (c. 1470), Alte Pinakothek, Múnich

Hans Pleydenwurff (Bamberg, 1420–Núremberg, 9 de enero de 1472) fue un pintor alemán de la transición entre el gótico internacional y el Renacimiento. 

## Biografía
Establecido como pintor en Núremberg, su obra denota mayor naturalismo que el arte gótico practicado hasta entonces y apunta hacia un incipiente Renacimiento. Su estilo denota la influencia flamenca, especialmente de Rogier van der Weyden y Dirk Bouts, sobre todo por su composición densa y de carácter expresivo, así como un cromatismo cálido y brillante. Sus obras denotan una cierta querencia del gótico especialmente en la representación del espacio, algo arcaica, pero sus escenas presentan un naturalismo que apunta a las nuevas corrientes surgidas en Flandes.
Entre sus obras destacan: Crucifixión (1462, Museo de Breslavia), Descendimiento (1462, Germanisches Nationalmuseum, Bamberg), Calvario (1464, Germanisches Nationalmuseum, Núremberg), Crucifixión (c. 1470, Alte Pinakothek, Múnich) y el retrato del Canónigo Georg von Löwenstein (1456, Germanisches Nationalmuseum, Núremberg), que formaba díptico con un Ecce Homo conservado en el Museo de Arte de Basilea. Se conservan unos restos de un retablo del altar mayor de la iglesia de Santa catalina de Breslavia (1462), repartidos entre los museos de Breslavia y Núremberg.
Su hijo Wilhelm Pleydenwurff fue también pintor. Fue discípulo suyo Michael Wolgemut, que casó con su viuda Bárbara en 1473.